# Cho Su-hwang

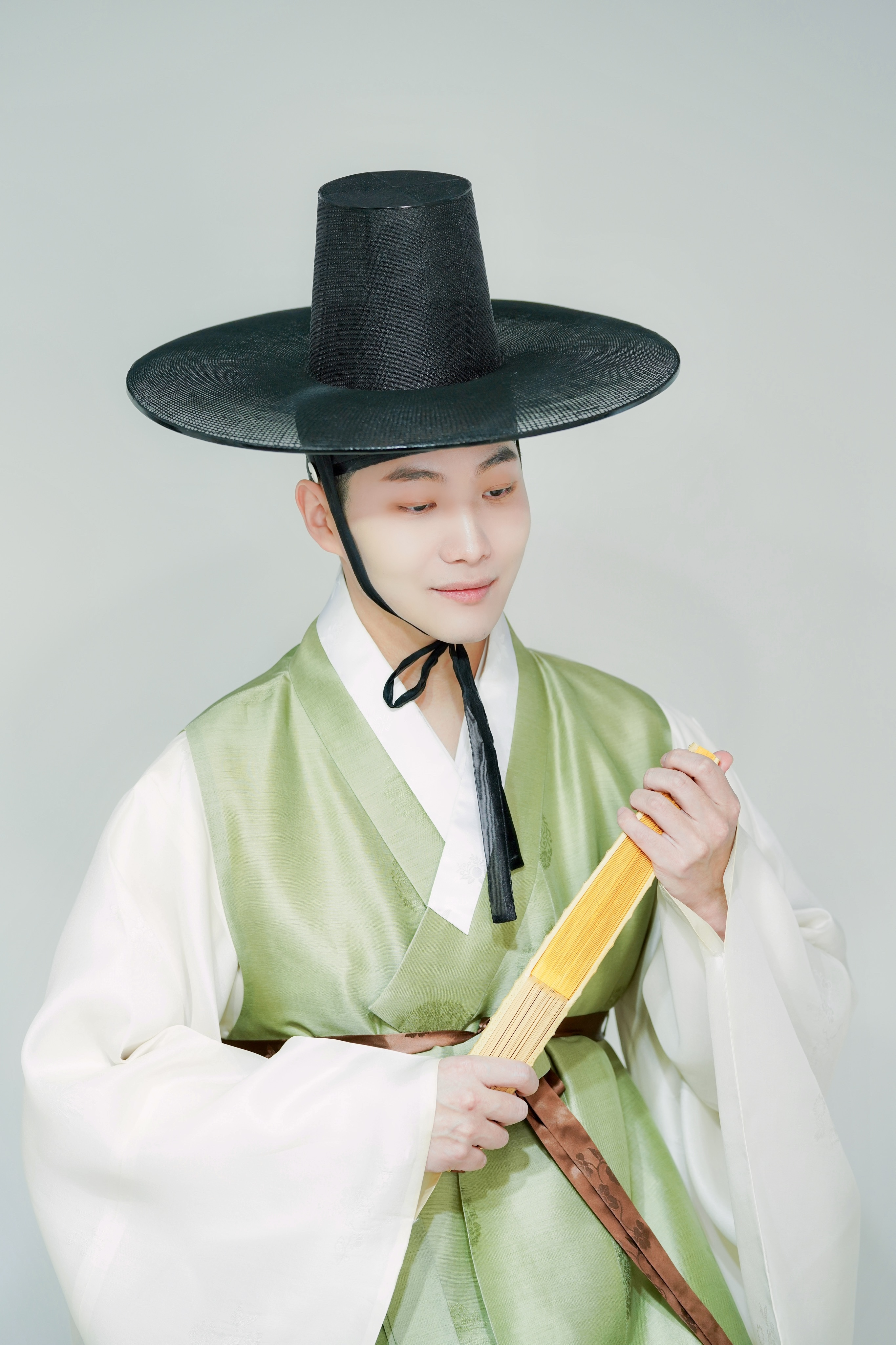
Cho Su-hwang

Cho Su-hwang (koreanisch 조수황; * 19. September 1996 in Seoul) ist ein traditioneller südkoreanischer Volkssänger mit Spezialisierung auf Gugak und Pansori.

## Leben
Cho Su-hwang wurde 1996 in Seoul, Südkorea, geboren. Er hörte und lernte Namdo-Lieder wie Yukjabaegi und Heungtaryeong seit der Kindheit durch den Einfluss seiner mütterlichen Familie, die dafür bekannt ist, repräsentative Künstler aus Jindo in Jeollanam-do wie Kang Sook-ja, Kang Hansu, Kang Song-dae und No Bu-Hee hervorgebracht  zu haben.
Im Alter von 11 Jahren trat er in die Schule von Shin Younghee ein und lernte die Grundlagen von Chunhyangga, Heungboga und Simcheongga. Er lernte Sugunga von Ahn Sook-sun, Simcheonga von Lee Nan-cho und Jeokbyeokga von Jeong Hoe-seok und wurde 2016 als Absolvent des Nationalen immateriellen Kulturerbes „Chunhyangga“ nominiert.
Er ist der erste koreanische traditionelle Musiker, der den „Junger Künstler Award“ (früher bekannt als „Neuer Künstler Award“) erhielt, welches bereits an führende westlich-klassische Musiker in Korea wie Pianisten Son Yeol-eum und Cho Sung-jin und Geiger Kim Bomsori nominiert wurde. Er war auch der erste männliche Sänger, der eine zweistündige Sammlung von südlichen Volksliedern aus Korea unter der Stiftung von Gugak Broadcasting veröffentlichte.
Im Jahr 2022 wurde er der jüngste Präsidentenpreisträger für den besten Sänger bei dem 24. koreanischen südlichen Volkslied-Wettbewerb und wurde 2023 in das Nationale Gesangstheater aufgenommen.

## Ausbildung
- Gyeongbok Volksschule
- Nationale Gugak Schule
- Nationale Gugak Oberschule
- Bachelor in Gugak (Koreanische traditionelle Musik), Seoul National University

## Karriere
- 2013: Registriert als Praktikant des Nationalen Immateriellen Kulturerbes Nr. 5 Pansori (Chunhyangga: Shin Young-hee)
- 2016: Nominiert als Absolvent des Nationalen Immateriellen Kulturerbes Nr. 5 Pansori (Chunhyangga)
- 2017: 18. Präsident des Studentenrates der Seoul National University College of Music
- 2018: 19. Präsident des Studentenrates der Seoul National University College of Music
- 2019: 20. Präsident des Studentenrates der Seoul National University College of Music
- 2019: Stellvertretender Vizepräsident des Studentenrates der Seoul National University
- 2023: Beitritt zum Koreanischen Nationaltheater

## Aufführungen
- 2015: Deukumjiseol (Nationales Zentrum für nationales immaterielles Kulturerbe)
- 2016: Einladungsaufführung als „Korean Music Ensemble“ in den USA
- 2017: Einladungsaufführung zum Gedenken an die „Astana World Expo“ durch das Kulturzentrum in Kasachstan
- 2017: Manjeongje Chunhyangga-Konzert (Seoul Donhwamun Traditioneller Musik Center)
- 2018: Einladungsaufführung im Koreanischen Kulturzentrum in Thailand
- 2018: Einladungsaufführung bei der Gedenkveranstaltung zum Nationalfeiertag der Koreanischen Botschaft in Laos
- 2019: Einladungsaufführung bei der Koreanischen Botschaft in Ägypten zum Gedenken an den 100. Jahrestag der Gründung der Provisorischen Regierung der Republik Korea
- 2019: Aufführung in 4 europäischen Ländern (Deutschland, Niederlande, Belgien, England)
- 2020: Manjeongje Heungboga vollständig gesungen (Nationaler Volksmusik Gugak Center Yaeeumheon)
- 2021: Musical <Geumak> (als „Imsae“) (Gyeonggi Arts Center Grand Theater)
- 2021: Einladungsaufführung beim „Manjeongje Chunhyangga mit Kommentar“ (National Namdo Gugak Center Jinakdang)
- 2021: „Trost der Natur, Vier Jahreszeiten“ mit Cho Su-Hwang", persönliche Showcase-Performance (National Byeoloreum Theater)
- 2022: Einladungsaufführung beim bulgarischen Internationalen Festival „Sophia Music Weeks“.
- 2023: Manjeongje Heungboga vollständig gesungen (Busan Nationaler Gugak Center Yejidang)
- 2023: Einladungsaufführung zum Bewerbungsschreiben für die Ausrichtung der Weltausstellung in Busan bei der offiziellen Residenz des Blauen Hauses

## Auszeichnungen
- 2013: Preis des Ministers für Kultur, Sport und Tourismus
- 2014: 30. Donga Gugak Musikwettbewerb, Pansori Studenten Division, erster Platz
- 2016: 32. Donga Gugak Musikwettbewerb, Pansori Generale Division, erster Platz
- 2018: Preis vom Premierminister, Republik Korea
- 2019: „Junger Künstler Award“ bei den Korea Music Awards 2018
- 2022: Präsidentenpreis bei dem 24. Namdo Volksmusik Wettbewerb, Korea
- 2023: Preis für „kulturelle Leistungen“ bei den 8. INAK Sozialer Beitragsawards
- 2023: Preis des Vorsitzenden des Ausschusses für Kultur, Sport und Tourismus der Nationalversammlung (Beitrag zur kulturellen Entwicklung)